# سنوسرت سوم
سنوسرت سوم یا سِسوستریس سوم (به زبان یونانی) پنجمین پادشاه در دودمان دوازدهم مصر باستان بود که میان سال‌های ۱۸۷۸ تا ۱۸۳۹ پیش از میلاد در دوره‌ای از قدرت و رفاه فراوان، حکومت کرد. فرمانروایی می‌کرد. او سازه‌های بسیاری ساخت که از میان آن‌ها آبراه سسوستریس از همه مهمتر بوده‌است. او را قدرتمندترین فرعون دودمان دوازدهم می‌دانند. وی سرزمین‌های متعددی را در آسیا و جنوب مصر تصرف کرد و با سرزمین‌های کرت و فینیقیه نیز رابطه تجاری برقرار کرد. یونانیان او را «فاتح جهان» می‌خواندند و به دورۀ فرمانروایی او «دوران طلایی» مصر لقب داده‌اند.

## خانواده
سنوسرت سوم پسر و جانشین فرعون سنوسرت دوم و همسرش شهبانو خنمت‌نفرحدجت‌ورت یکم بود. همسران اصلی سنوسرت شهبانویان خنمت‌نفرحدجت‌ورت دوم و نفرت‌حنوت بودند که از آن‌ها دخترانی به نام‌های سِنِت‌سِنبتی‌سی،، مِنِت، و مِرِرِت و احتمالا سیت‌حاتحور داشت. به نظر می‌آید که او همسر دیگری به نام مرت‌سگر نیز داشته باشد چرا که نامش در سازه‌های بر جای مانده از پادشاهی میانه دیده می‌شود؛ با این حال وجود چنین شخصی تاکنون تأیید نشده.

## فرمانروایی
سنوسرت سوم آبراهی که تا آبشار نخست می‌رسید را پیمود و قلمروی خویش را درون سرزمین نوبی به پیش برد. در آنجا، او دژهای بزرگی چون بوهن، سمنا، توشکا، و اورونارتی در کنار رودخانه بنا نهاد. او کمینه چهار کاوش بزرگ درون خاک نوبی در سال‌های ۸، ۱۰، ۱۶، و ۱۹ فرمانرواییش انجام داد. او در سنگ یادبودی که در هجوم سال هشتمش در سمنا به جای گذاشته توضیح می‌دهد که آنچنان شکستی به دشمنان وارد آورده که جنوب کشور را از حمله آن‌ها امن کرده‌است.
هجوم‌های سخت و تأثیر شدید او در نوبی باعث شد که نسل‌های بعدی در سمنا او را به عنوان ایزدی بپرستند. سنوسرت سوم معبد و شهری نیز در ابیدوس بنا کرد.

## پس از مرگ
نام سنوسرت سوم در متن‌های پس از او به عنوان فرعونی بزرگ دیده می‌شود. هرودوت خبر از فتوحات سنوسرت در تراکیه و دریای سرخ می‌دهد. او همچنین از سنگ‌های یادبودی که فرمانروایان مناطق اشغال شده برای شاه درست می‌کردند، نوشته است. طبق نوشتۀ مان‌تو او همۀ آسیا و تراکیه را بی زیر یوغ خود درآورد. مان‌تو نیز دربارهٔ سنگ‌نبشته‌ها حرف می‌زند. حتا یوحنای نیقاوی در سده هفتم پس از میلاد نیز سخن از سنگ‌نبشته‌هایی دارد که اطلاعاتی دربارهٔ زمین‌ها، مالیات، و زندانیان انتقال یافته در آن‌ها نوشته شده بود.

## نگارخانه

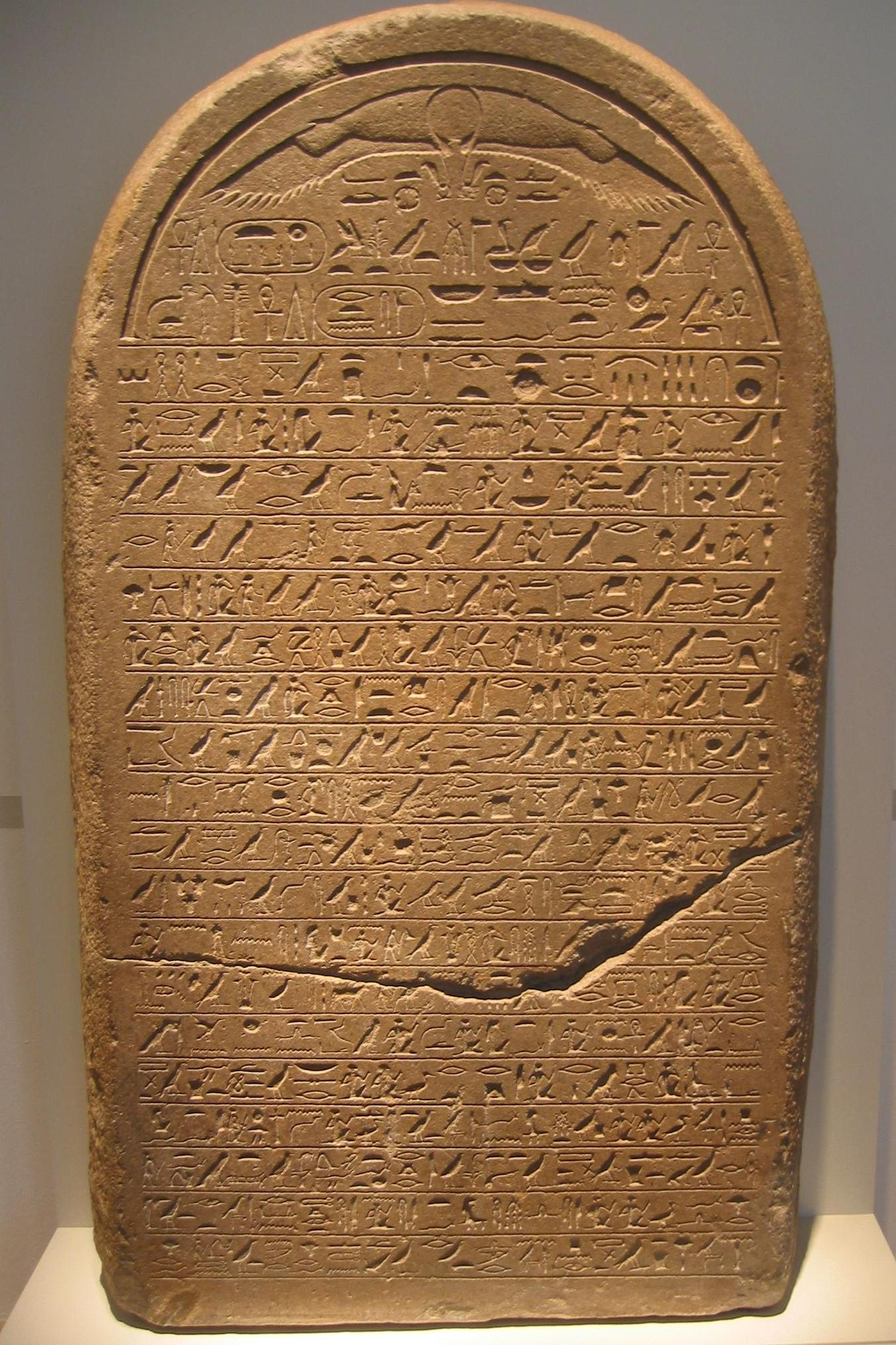
ستون سنگی که مرز مصر را در منطقه سمنا مشخص می‌کرده
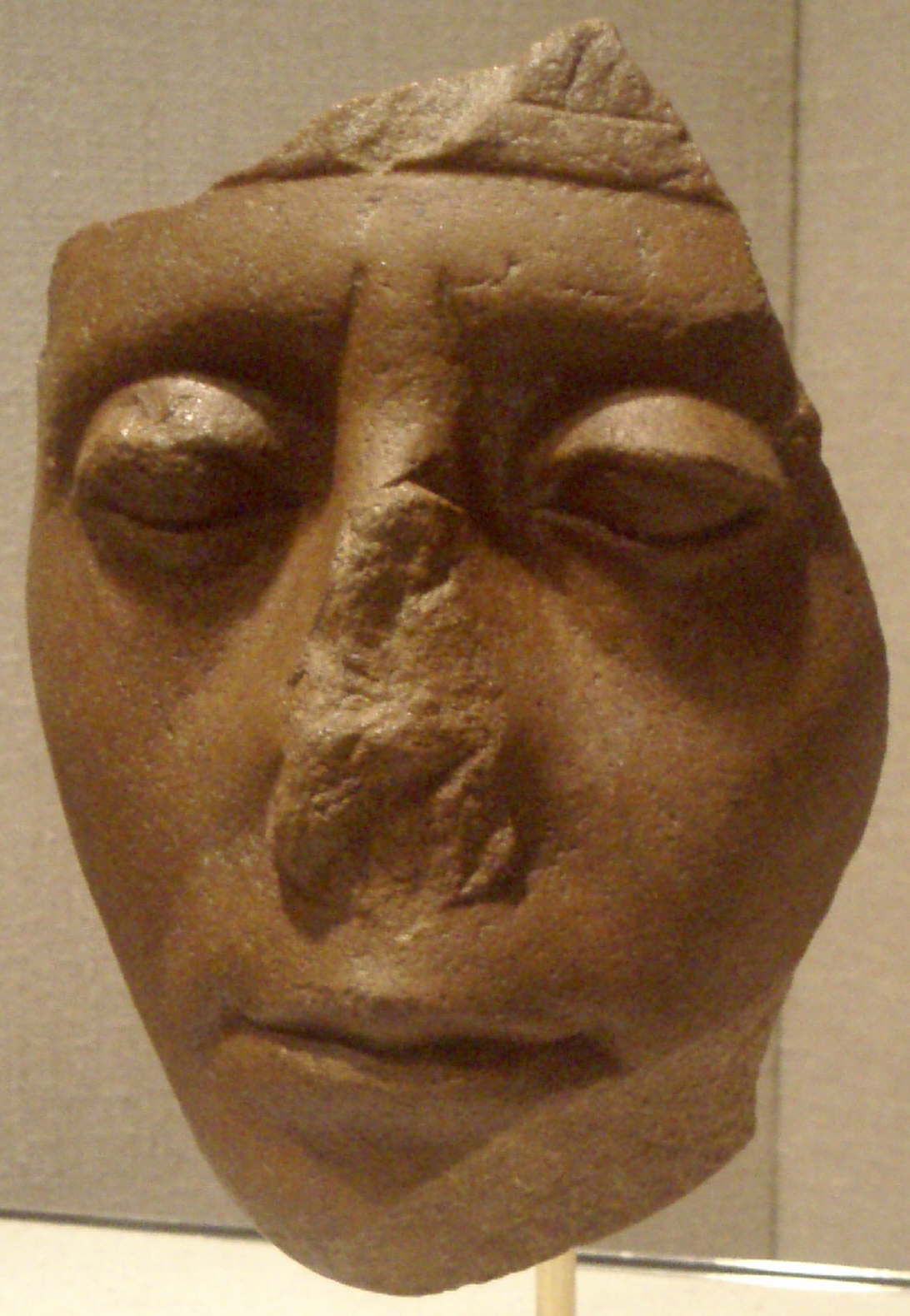
بخشی تکه شده از تندیسی از سنوسرت سوم، موزه متروپولیتن
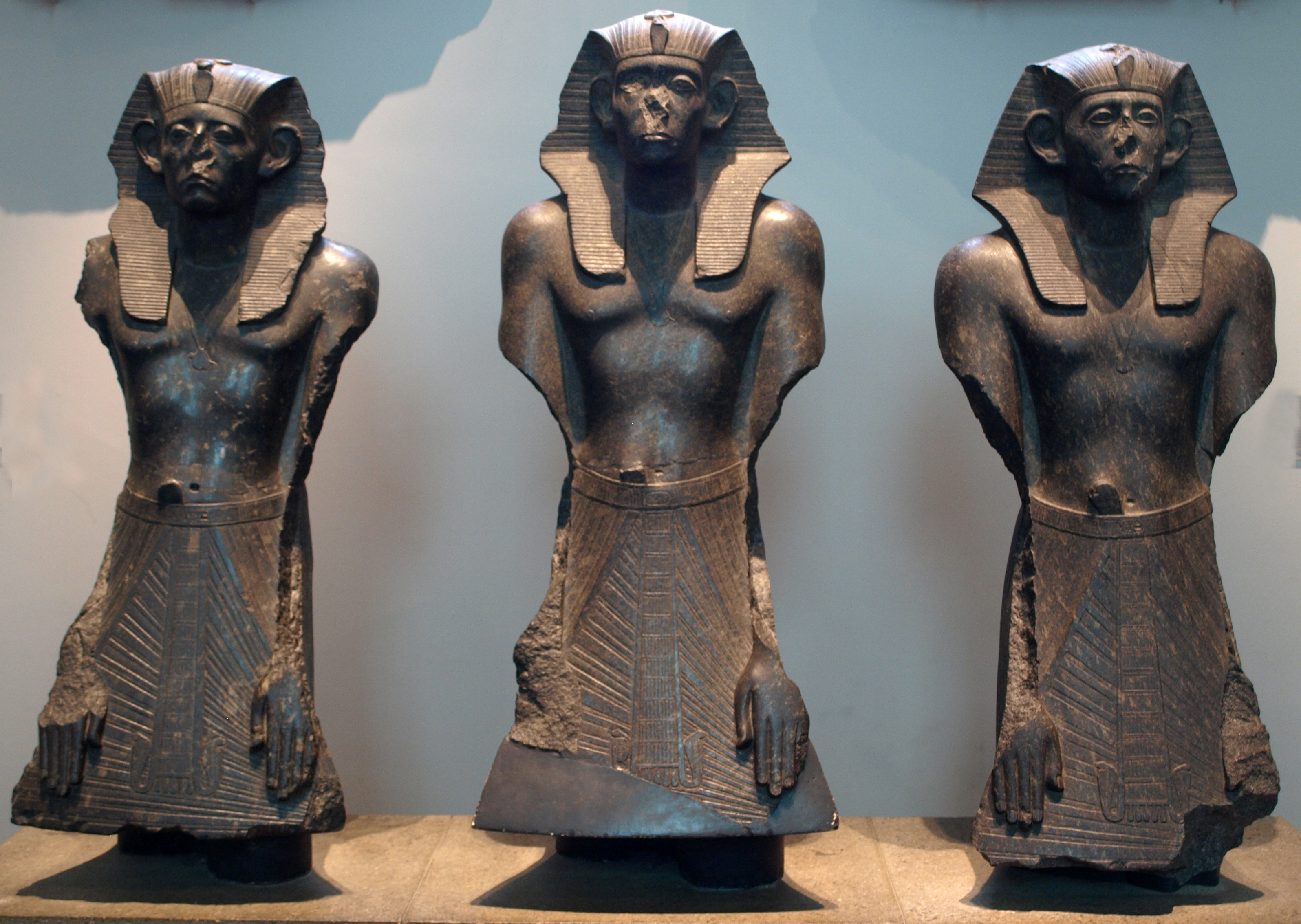
سه تندیس از سنوسرت سوم، موزه بریتانیا
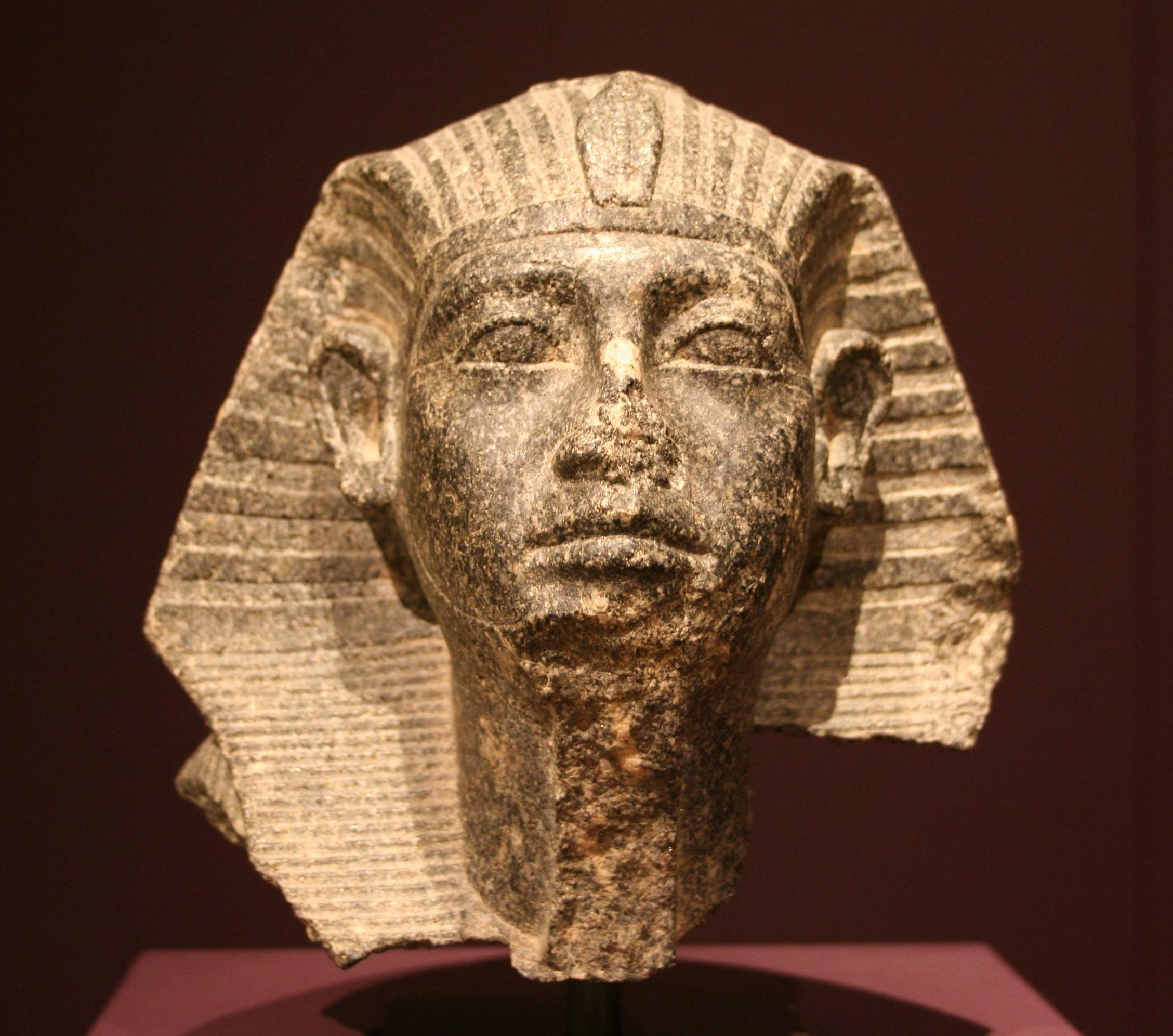
موزه ملی هنر مصری مونیخ
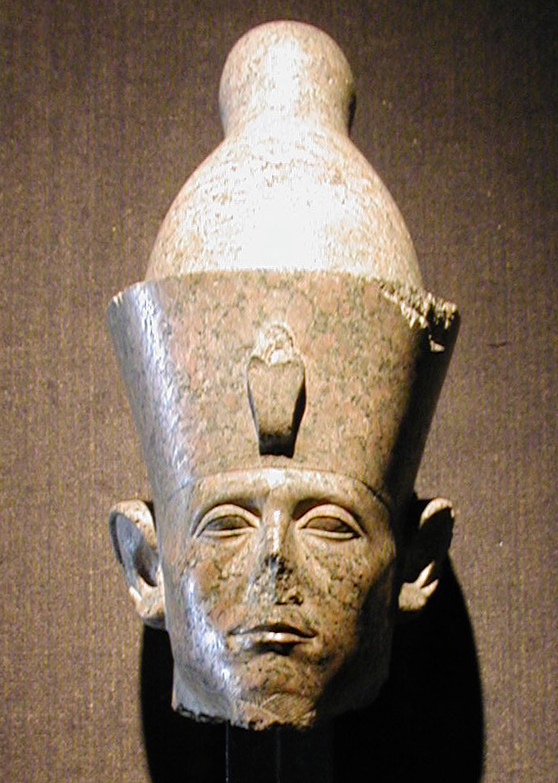
موزه اقصر
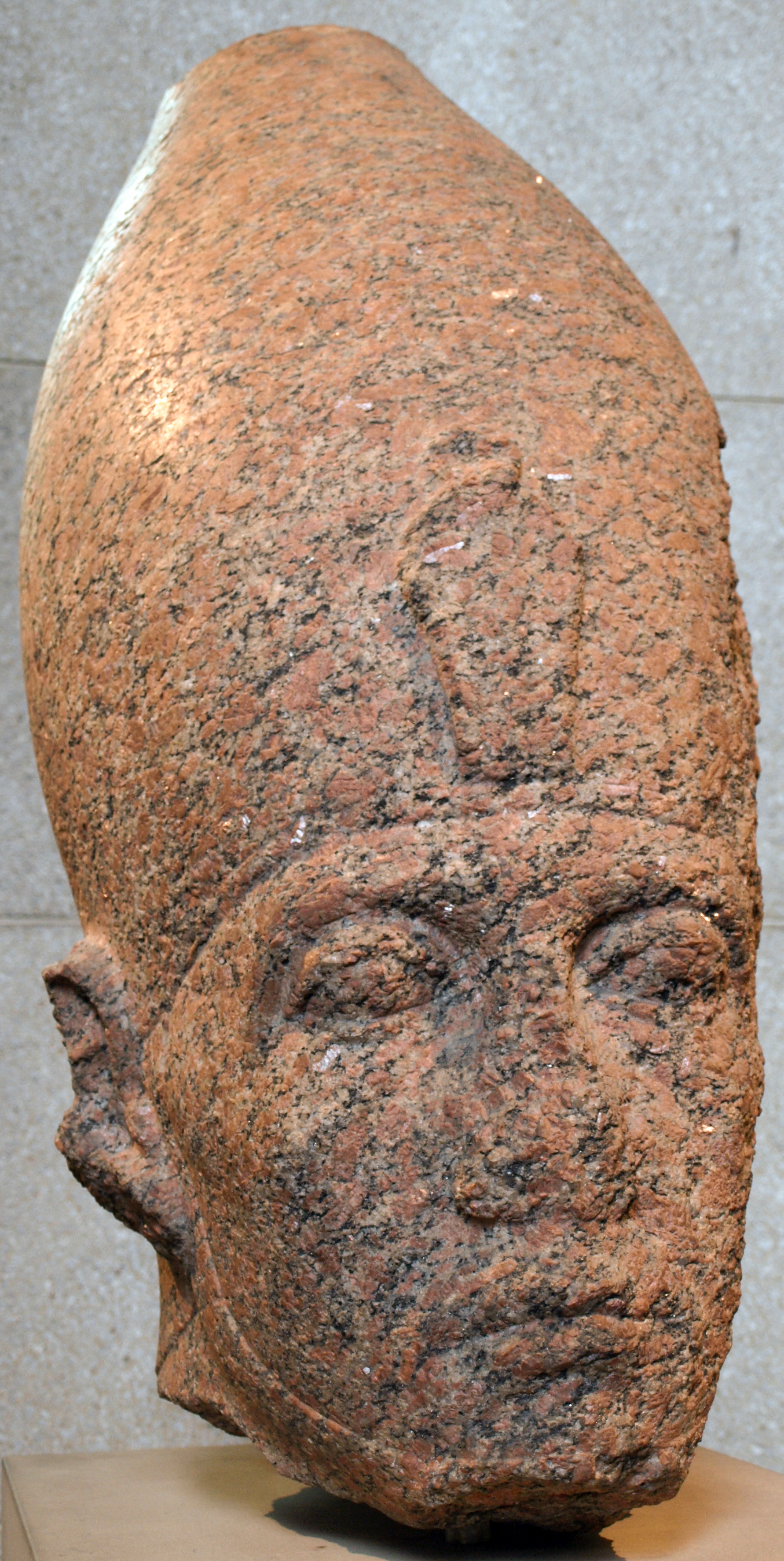
سردیس از جنس سنگ خارای قرمز، موزه بریتانیا
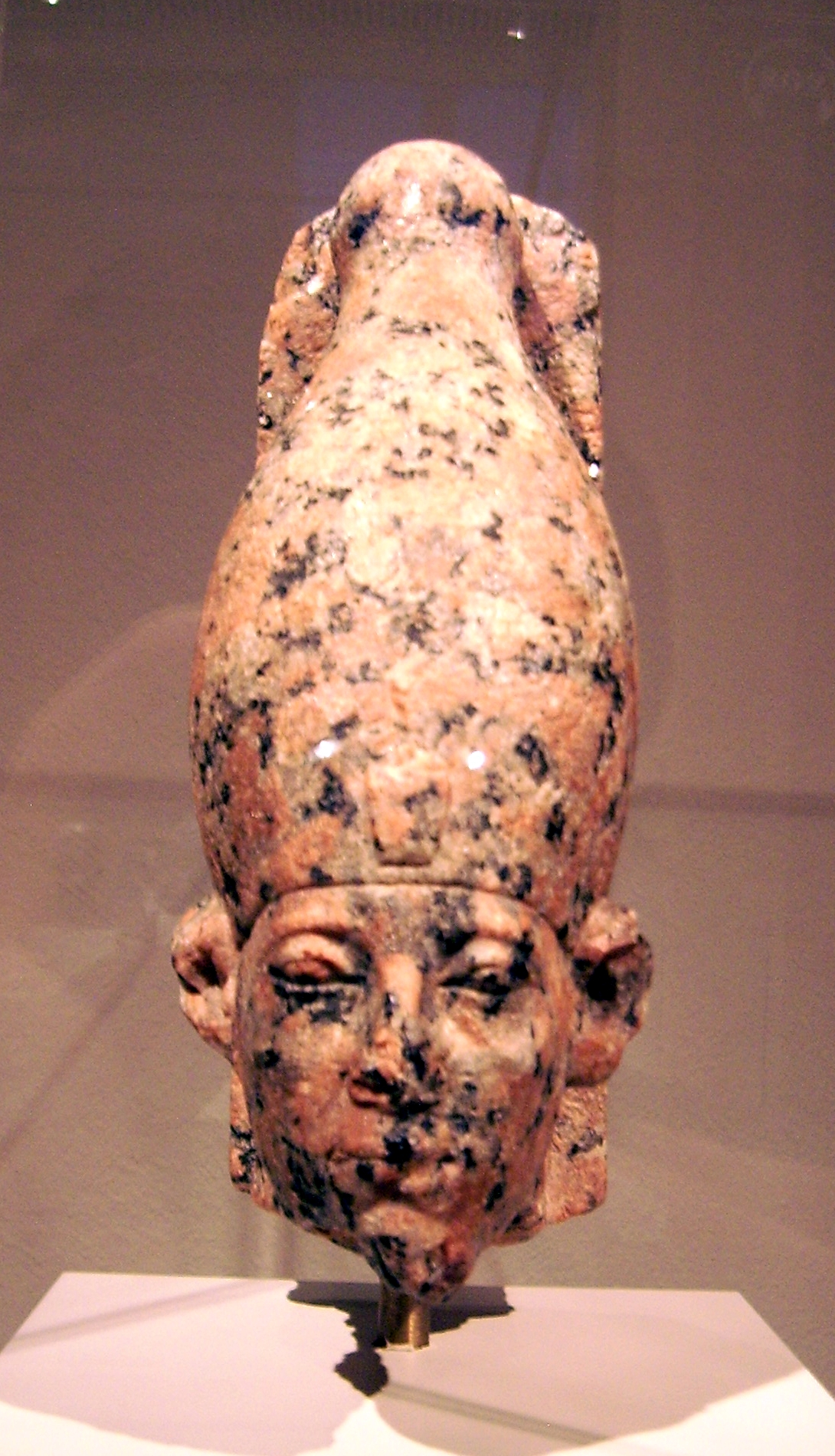
موزه آلتس، برلین